# جون ألدريش
جون ألدريش (بالإنجليزية: John Aldrich)‏ هو عالم سياسة أمريكي، ولد في 1947.